# Brainteaser
Ein Brainteaser (englisch, frei übersetzt „harte Nuss“) ist eine Denksportaufgabe, die in Bewerbungsgesprächen eingesetzt wird.

## Hintergrund
Brainteaser werden in Bewerbungsgesprächen genutzt, um Kreativität und logisches Denkvermögen von Bewerbern zu testen. Dabei kommt es nicht in erster Linie darauf an, dass der Bewerber die Aufgabe tatsächlich löst, sondern wie er an die Lösung herangeht. Die Fragestellungen haben in der Regel keinen unmittelbaren Bezug zu künftigen Tätigkeit des Bewerbers, sondern stellen Sachverhalte in ungewohnte Zusammenhänge. Brainteaser lassen sich in der Regel ohne besonderes Fachwissen, sondern durch logisches Nachdenken, mit der Trial-and-Error-Methode oder mit einem einfachen Dreisatz lösen. Grob trennt man Brainteaser in folgende Kategorien: Mathematisches Verständnis, Logikaufgaben, „Trial-and-Error“-Probleme, „Outside-the-box“-Rätsel und Schätzfragen, die auch Guesstimates genannt werden.
Brainteaser werden vor allem von Beratungsfirmen, Investmentbanken, Logistikfirmen, aber auch Start-ups verwendet. Als Begründung wird angeführt, dass Kunden oft mit ungewohnten Fragestellungen an die Unternehmen herantreten. Deshalb sei es wichtig zu wissen, wie potentielle Mitarbeiter in einer solchen Situation reagieren. Diese informellen Kompetenzen seien für einen Arbeitgeber nicht weniger interessant als ein fundiertes Fachwissen.

## Kritik
Von Kritikern wird eingewandt, dass sich logisches Denken und Problemlösungsstärke eher anhand von Fallbeispielen aus der realen Praxis ermitteln ließen. Dafür müsse nicht versucht werden, den Bewerber aus dem Konzept zu bringen oder auf eine falsche Fährte zu locken. Zudem existiere mittlerweile eine umfangreiche Literatur, die den Bewerbern eine gezielte Vorbereitung ermögliche.

## Beispiele
- Wie viele Katzen gibt es in Deutschland?[6]
- Wie viele Smarties passen in einen Smart?[7]
- Eineinhalb Hühner legen an eineinhalb Tagen eineinhalb Eier. Wie viele Eier legt ein Huhn an einem Tag?
- Wie schwer ist Manhattan?